# Residu (deixalles)

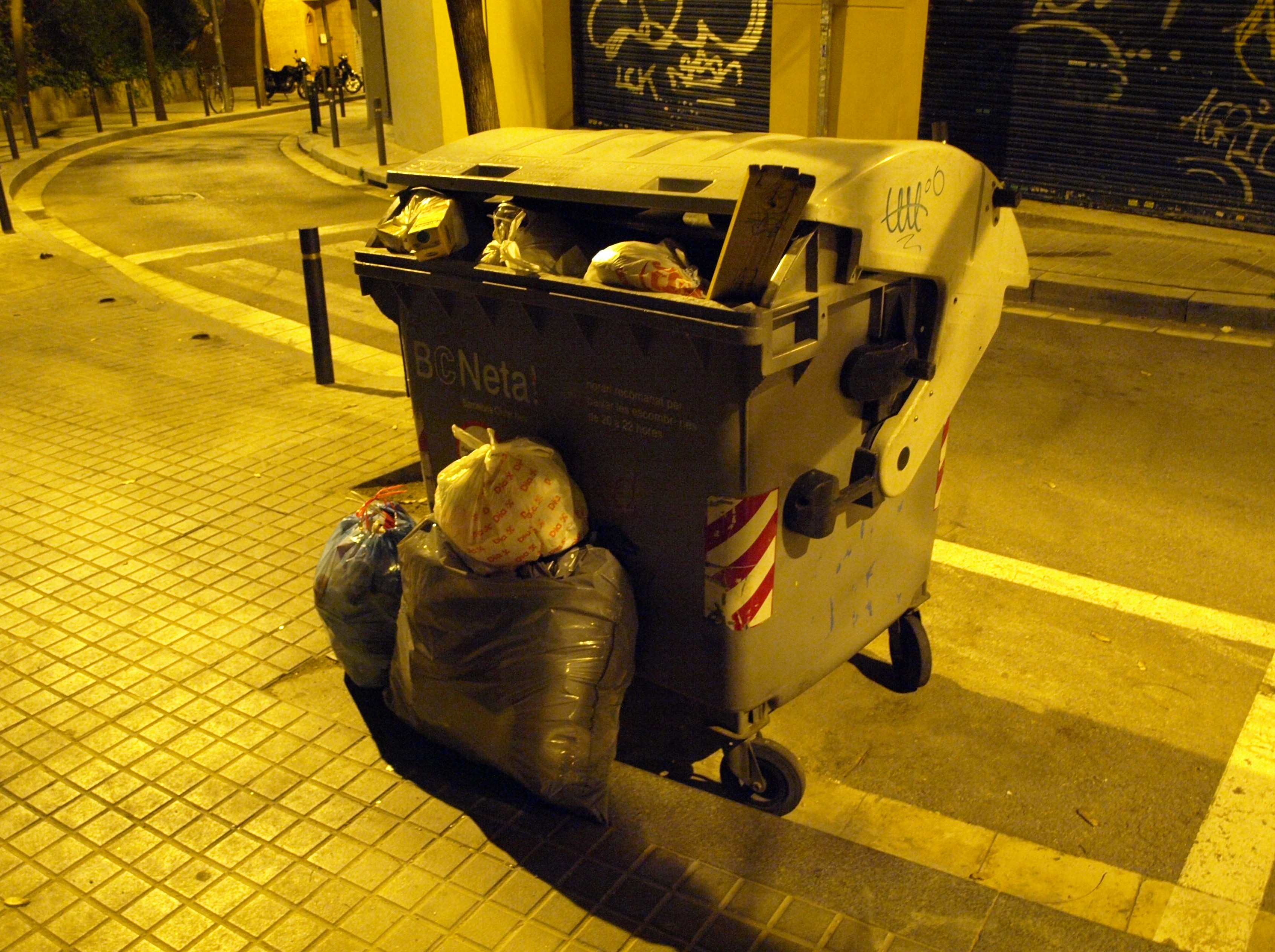
Cubell d'escombraries ple de bosses d'escombraries en un carrer de Barcelona.

Un residu és a allò que resta d'un tot després de sostreure'n una o més parts. Es tracta d'allò que hom rebutja (productes, matèries, substàncies, etc.) perquè ja no vol o considera inútil o ha de desprendre'ns. Hom parla també de rebuig, deixalles, escombraries, brossa, fem o fems, rebuigs, excrements, etc. El propietari se'n pot desfer llençant-los. Però literalment llençar les escombraries no està permès, només es poden posar a la galleda de les escombraries, un contenidor o qualsevol altre indret destinat a aquest fi. La recollida és feta per una agència autoritzada. En funció de les característiques i l'origen dels residus aquesta triarà un mètode de tractament adient.
El brossaire o l'escombriaire és la persona que té per ofici d'arreplegar les escombraries.

## Gestió de residus

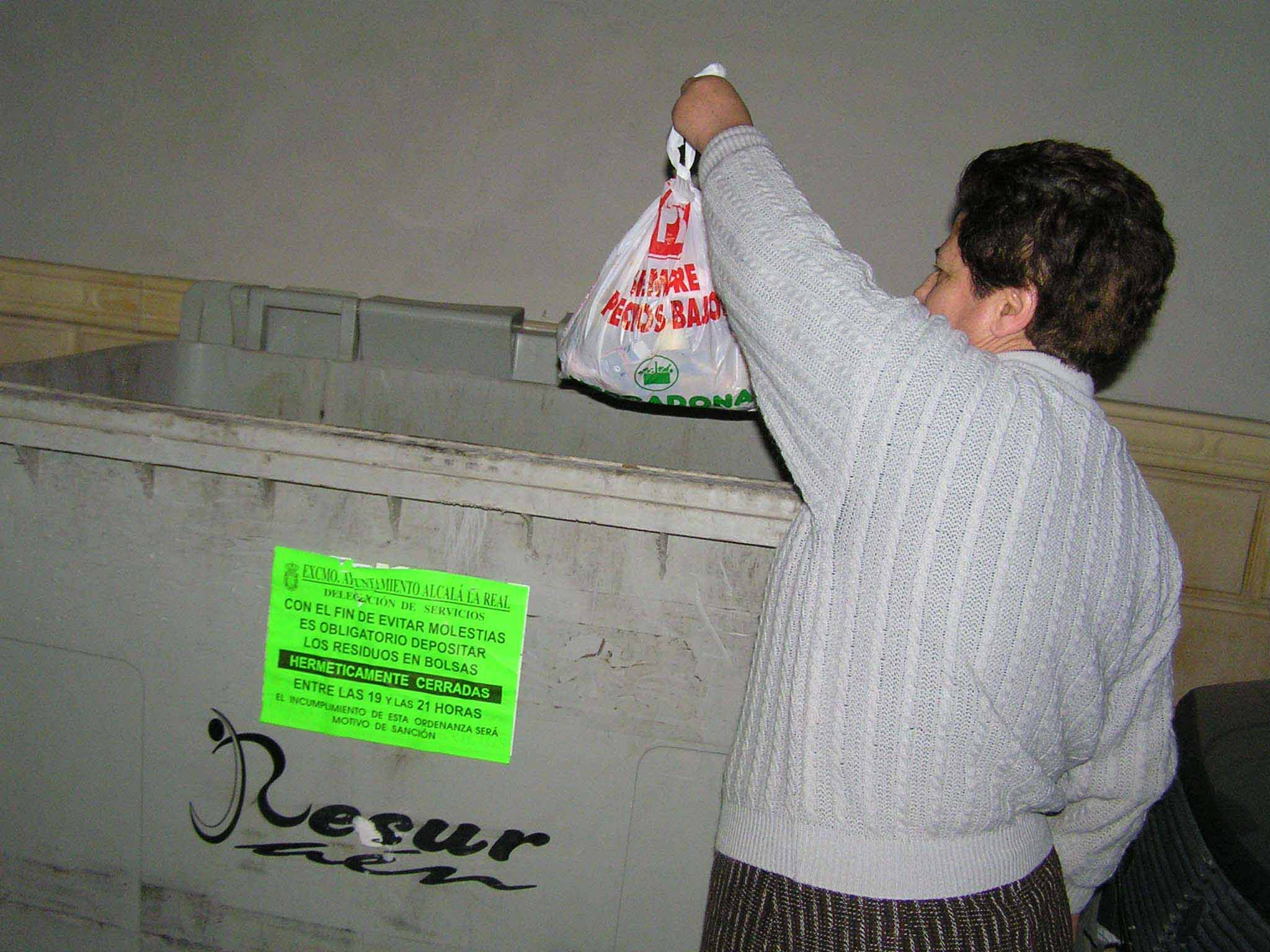
Ciutadana dipositant una bossa amb escombraries en un contenidor.

La gestió de residus, també anomenada gestió integral de residus, és la disciplina que s'ocupa del control de totes les activitats a l'entorn dels residus: des de llur generació fins a llur destinació final, s'inclouen doncs les fases de:
- emmagatzematge
- tria
- recollida selectiva
- transferència
- transport
- tractaments intermedis
- evacuació

La finalitat d'aquesta gestió és la de garantir que totes aquestes operacions es facin en les millors condicions higièniques, econòmiques i ambientals.

## Aspectes culturals i socials
La composició i la quantitat de residus generats estan directament lligats a l'activitat humana, depenen doncs de la cultura i el desenvolupament econòmic i tecnològic de la societat que els genera. La innovació tecnològica i el desenvolupament industrial junt amb el consumisme estan estretament vinculats amb la producció d'una important fracció de residus, com per exemple els plàstics.
El concepte d'inutilitat introduït en la definició dels residus és relatiu i subjectiu. El que un hom rebutja i deprecia l'altre ho pot voler i valorar. Els residus poden tenir un valor econòmic i es poden aprofitar en una o diverses de les maneres següents:
- reutilitzar
- com a mina de primeres matèries per alimentar un procés de mineria urbana
- com a combustible
- reciclar

Gestió de residus, amb els elements que intervenen en les 3 R (reduir, reutilitzar, reciclar).

Una mena de residus particular són els residus biodegradables, que són aquells que es poden degradar (o transformar en substàncies més simples) per l'acció de microorganismes, ja siguin aeròbics o anaeròbics. Exemples de residus biodegradables són els residus naturals com les deixes d'aliments, els excrements o alguns productes industrials com certs detergents. El desenvolupament de les aglomeracions i la consegüent producció de grans quantitats de residus fa que els residus biodegradables també s'han de controlar per tal d'evitar els desenvolupament d'organismes patògens o altres organismes vius com insectes i rates (que també poden ser vectors de malalties) i altres molèsties com ferum i pudors molts fortes.
En qualsevol cas la gestió de residus és una necessitat inevitable en les nostres societats, d'una banda per tal de controlar o evitar els efectes nocius o perillosos tant per la salut com pel medi ambient i d'altra banda recuperar el valor econòmic que tenen i evitar el malbaratament de primeres matèries.
Actualment, la gestió dels residus va encaminada, per ordre de prioritats, a:
1. Reducció.
2. Reutilització i reciclatge.
3. Incineració de residus (amb recuperació d'energia).
4. Deposició en abocador

La gestió de residus està regulada per l'administració que, en la seva vessant legisladora, fa que els costos de la gestió siguin cada cop més abundants degut a les possibles sancions que estipula el marc legal segons el principi de la responsabilitat estesa del productor.

## Malbaratament
Segons un estudi publicat per la Generalitat de Catalunya, a Catalunya es malbaraten anualment més de 260.000 tones d'aliments, que es correspon al 7% del que adquireixen les famílies, els restaurants i els comerços. És a dir, cada català llença cada any uns 35 quilos d'aliments que es poden aprofitar, dada que equival a llençar el menjar consumit durant uns 25 dies o alimentar més de mig milió de persones. En termes econòmics, la pèrdua és de 112 € per habitant i any. A Catalunya, la xifra representa 841 milions d'euros anuals. La major part d'aquest malbaratament (el 58%) es produeix a les llars, seguit dels supermercats (16%), l'hostaleria (12%), comerç al detall (9%), serveis d'àpats (4%) i mercats municipals (1%). La finalitat d'aquesta gestió és la de garantir que totes aquestes operacions es facin en les millors condicions higièniques, econòmiques i ambientals.
El malbaratament dels diferents aliments, durant els darrers anys, ha comportat un augment de la quantitat d'aliments sencers que estan presents en les escombraries. Una part de la població s'ha percatat d'aquest fet i ha emergit una nova vessant que redueix la quantitat d'aliments presents en les deixalles. Aquesta reducció és fa mitjançant una pràctica d'espigolament dels residus per buscar aliments que encara siguin comestibles i utilitzar-los pel consum propi.

### Causes
En l'àmbit domèstic, els principals factors que influeixen en el malbaratament són la pèrdua de consciència sobre la importància del que es llença, la poca planificació de les compres, les actituds culturals que no valoren l'aprofitament de les restes de menjar, la manca de coneixement sobre les tècniques d'emmagatzematge, la confusió sobre les dates de caducitat i de consum preferent, i els formats de les racions que es poden adquirir als supermercats.
En la distribució, els problemes es detecten en la demanda creixent dels productes refrigerats, les restriccions naturals –estacionalitat de la demanda, durada dels productes frescos- i els tipus de gestió –errades de la comunicació i de prediccions de la demanda-.
Finalment, els serveis de restauració i de càtering podrien aprofitar millor els aliments dimensionant les racions adequant-les a les demandes reals dels clients, millorant la planificació dels serveis, internalitzant i coneixent el problema, i afavorint el canvi en els hàbits i actituds dels ciutadans per estendre la pràctica d'emportar-se les sobres.

## Reducció de residus

### La fiscalitat dels residus
La fiscalitat dels residus consisteix en la utilització d'impostos, taxes i altres instruments econòmics per a incentivar una reducció d'aquests. Els sistemes de dipòsit, devolució i retorn són una de les millors maneres de fer efectiu el principi de responsabilitat del productor i garantir alts nivells de recuperació. A continuació es mostren els principals tipus d'instruments existents:

#### Instruments de fiscalitat
- Àmbit estatal o autonòmic: des de l'àmbit estatal es poden desenvolupar impostos ecològics sobre determinats productes. També es poden crear impostos sobre abocament i incineració. A Espanya existeix el "impuesto sobre vertido e incineración de residuos".[10]
- Àmbit local: els municipis poden implantar taxes d'escombraries de pagament per generació de residus.

### Prohibició de comercialització
Alguns tipus de residu han estat subjectes de comercialització. El 2018 la Conselleria de Medi Ambient de la Generalitat Valenciana proposà prohibir la comercialització de plàstics d'un sol ús a partir del 2020. Abans que la Generalitat Valenciana, el Govern de les Illes Balears tingué una idea similar per a la que seria la nova llei de gestió de residus.
Més tard, el maig del mateix any, la Comissió Europea se'n plantejà la prohibició.

## Escombraries espacials

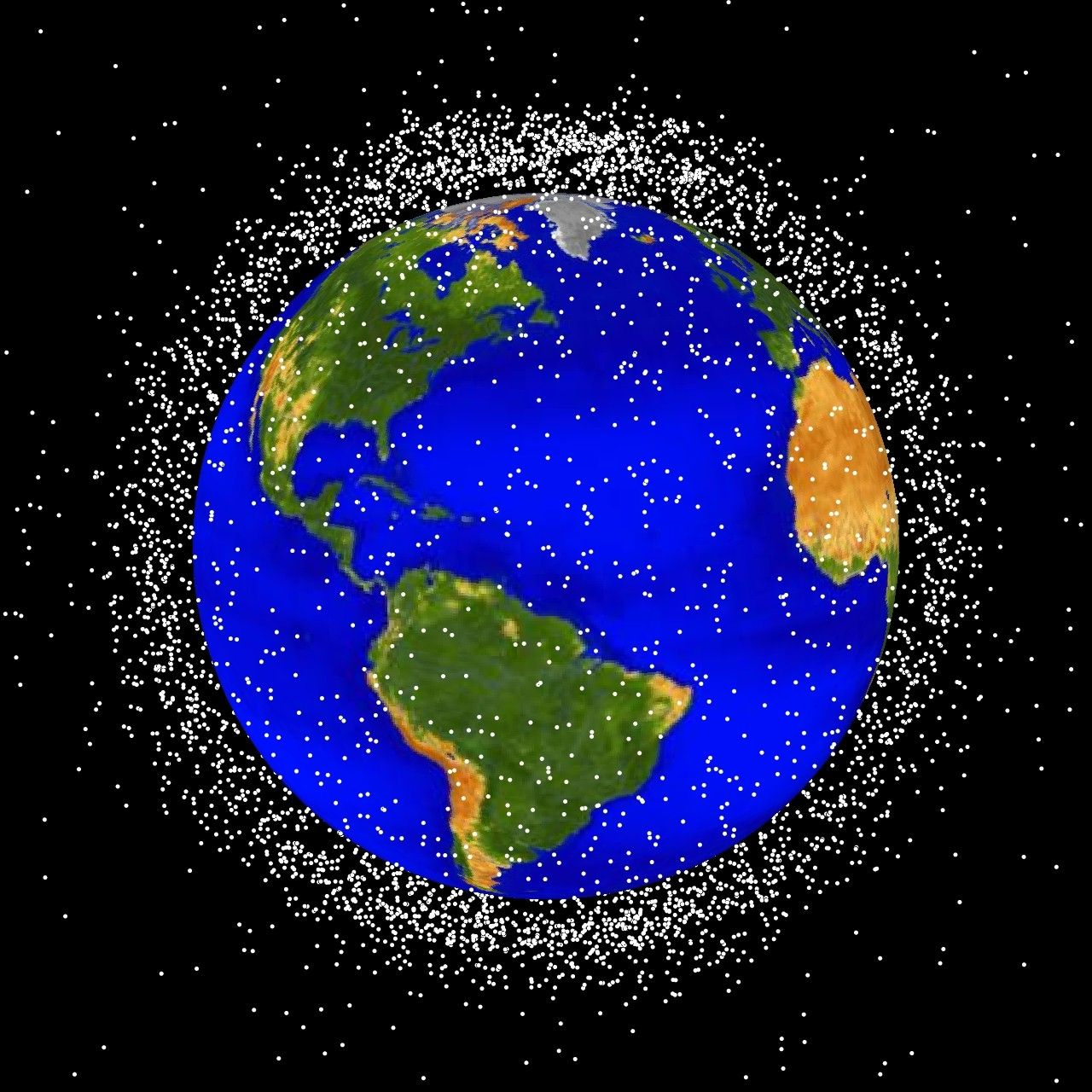
Escombraries espacials localitzades en òrbita baixa terrestre.

Les escombraries espacials són tots aquells objectes i fragments d'origen humà que es troben en òrbita terrestre. La majoria de les escombraries espacials és el resultat de la destrucció en òrbita de satèl·lits i coets. Aquestes destruccions en alguns casos són intencionals. Mitjançant potents radars en la superfície terrestre pot rastrejar-se objectes en òrbita des de pocs centímetres de dimensió. Per 1993 es podien rastrejar més de 7.000 objectes en òrbita. D'aquests objectes el 20% són satèl·lits que no funcionen, deixalles de llançaments 25 % entre els quals estan cobertes protectores i parts de coets, el 50% correspon a fragments de satèl·lits destruïts ja sigui per explosió intencionada o una altra causa. El nombre d'objectes detectables ha estat estimat en només 0,2% del total d'objectes en òrbita. S'estima que existeixen almenys 40.000 objectes d'un centímetre i molts milers de menors dimensions. Les escombraries espacials d'un mateix origen passa d'ocupar una òrbita definida (l'òrbita de l'objecte que li va donar origen) a disseminar-se per tota òrbita terrestre en uns 4 anys.
Els objectes massius són atrets per la Terra i es desintegren sense deixar rastre, no obstant això els objectes i fragments menors no aconsegueixen sortir d'òrbita (caure cap a la Terra) pel que contribueixen a les escombraries espacials.
Les escombraries espacials tenen gran repercussió en tota nova missió espacial, ja sigui que estigui destinada a romandre en òrbita o sortir a l'espai exterior. El perill de col·lisions és significatiu doncs en l'òrbita baixa els xocs solen ocórrer a 10 km/s. Un fragment de 3 mm a aquesta velocitat té el mateix poder que una pedra de 15 cm de diàmetre a 110 km/h.
Com a possibles solucions s'ha proposat enviar a òrbita un globus d'escuma capaç de recol·lectar aquestes escombraries. A més, per a futures expedicions es proposa incloure en els fragments a alliberar en òrbita propulsors encarregats de fer caure cap a la Terra tals objectes aconseguint amb això la seva desintegració.

## Escombraries tecnològiques
Les escombraries tecnològiques o residu electrònic és cada vegada més abundant, tant al primer món com al tercer món.
És la que es produeix al final de la vida útil de tot tipus d'aparells electrodomèstics, però especialment de l'electrònica de consum (televisors, ordinadors, telèfons mòbils), que són potencialment molt perillosos per al medi ambient i per als seus manipuladors si no es reciclen apropiadament.
A Espanya la gestió d'aquests residus està regulada en el Reial decret 110/2015, de 20 de febrer, sobre residus d'aparells elèctrics i electrònics.
De les escombraries tecnològiques és possible extreure minerals valuosos com el cobalt, el coltan, l'estany, etc.

## Problema dels residus
Els residus no aprofitables constitueixen un problema per a moltes societats a causa de, d'una banda, la gran quantitat que d'aquests es produeix, i per una altra, l'absència d'una destinació sostenible.
És un gran problema que incideix sobretot en grans urbs, així com en el conjunt de la població del planeta, a causa de l'augment de la població (la sobrepoblació), les activitats humanes modernes i l'elevat consumisme, que han acrescut molt la quantitat d'escombraries que es genera. L'anterior, juntament amb l'ineficient maneig que es fa d'aquests residus (cremes a cel obert, disposició en abocadors d'escombraries ineficaces) provoca problemes tals com la contaminació de les aigües, sòl i aire, que es resumeix problemes de salut i dany a l'ambient i la biota, a més de provocar conflictes socials i polítics.
Abans de convertir-se en escombraries, els residus han estat matèries primeres en els processos de les quals d'extracció s'han invertit grans quantitats d'energia i aigua (petjada ecològica).
En la producció de béns i el seu consum, s'ha emprat així mateix energia i aigua. Es calcula que tan sols 7 països, amb únicament el 21 % de la població mundial, consumeixen més del 50 % dels recursos naturals i energètics de tot el planeta.
La sobreexplotació dels recursos naturals i l'increment de la contaminació amenacen la capacitat regenerativa dels sistemes naturals. Segons dades de la Unió Europea, el 35% del total dels residus són generats en el sector de la construcció i els enderrocs. El 54% dels materials obtinguts dels enderrocs són enviats directament als abocador, reduint significativament les possibilitats de valorització. Per a reduir aquests indicadors i avançar cap a una economia circular, la Unió Europea ha establert un protocol de gestió residus per al sector de la construcció i l'enderroc, que estableix, entre altres coses, la realització d'unes auditories de residus per a gestionar el seu procés